# 長島県

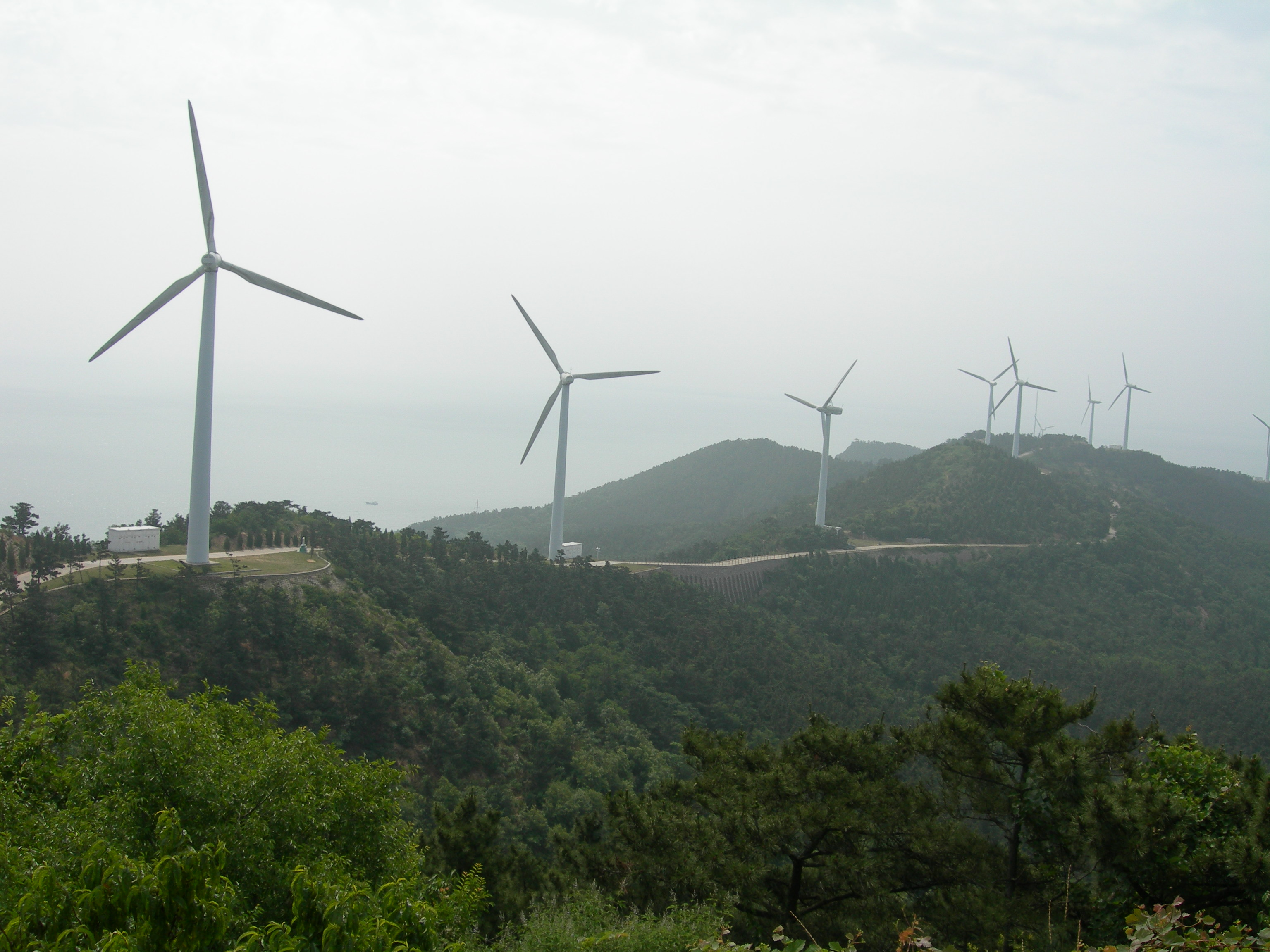
南長山島南端の風力発電所

長島県（ちょうとう-けん）は中華人民共和国山東省煙台市に存在した県。県域が国家級自然保護区「長島鳥類国家級自然保護区」ならびに山東省級自然保護区「廟島ゴマフアザラシ自然保護区」に指定されている。
2020年6月5日、蓬莱市と合併して蓬萊区となった。

## 地理
長島県は渤海と黄海の間の32の島嶼群（長山列島、廟島列島とも）に位置する。県南部は廟島海峡を隔てて蓬莱市、北は渤海海峡を隔てて遼東半島が位置する。住民の大部分は南北長山島に居住している。
最南端は南長山島、最北端は北城隍島。

## 行政区画
- 街道：南長山街道
- 鎮：砣磯鎮
- 郷：北長山郷、黒山郷、大欽島郷、小欽島郷、南隍城郷、北隍城郷

## 経済
漁業、養殖業と観光業を主する。

## 観光地
- 廟島媽祖廟：華北地区最大の媽祖廟